# Pierre Dionne Labelle
Pierre Dionne Labelle (né le 4 juin 1955) est un chroniqueur, organisateur communautaire et homme politique canadien.

## Biographie
Il a été député de la circonscription de Rivière-du-Nord de 2011 à 2015, sous la bannière du Nouveau Parti démocratique succédant à la députée bloquiste Monique Guay.
Du 23 janvier 2015 à la fin de son mandat, il a été le porte-parole de l'opposition officielle en matière de Revenu national; il a auparavant occupé le rôle de porte-parole en matière de Francophonie, d'avril 2012 à janvier 2015. Lors des élections fédérales de 2015, Pierre Dionne Labelle a été défait par le candidat bloquiste Rhéal Fortin.
Natif d’un quartier ouvrier de Saint-Jérôme, il est l’aîné d’une famille de cinq enfants.
Après avoir œuvré dans le domaine de la musique, il travailla pendant huit ans à la permanence du Regroupement des organismes communautaires des Laurentides en tant que spécialiste de la gestion des organisations. Il a également travaillé au sein d’Économie sociale Laurentides et à la Société canadienne du cancer.
Pierre Dionne Labelle a été chroniqueur pour un journal local, président-fondateur de nombreuses associations et fut actif au sein du Collectif pour un Québec sans pauvreté.
En 2021, il est défait à l'élection municipale à Saint-Hippolyte.